# Опечатка
Опеча́тка — ошибка в печатном тексте, обычно возникает в результате случайности. Чаще всего в результате опечатки нарушается порядок букв в слове (быьт вместо быть), одна буква исчезает из слова (чловек вместо человек), добавляется лишняя буква (лампва вместо лампа) или заменяется другой, часто из-за соседства букв в компьютерной клавиатуре (конб вместо конь). В результате одной опечатки может возникнуть вторая (опяит вместо опять).
Орфографическая ошибка сама по себе не считается опечаткой, однако может являться результатом опечатки. Иногда из-за опечатки одно слово может кардинально поменяться на другое, в результате чего текст либо полностью утрачивает смысл, либо приобретает новый (отрывать вместо открывать, ржущий вместо режущий). Нередко это создаёт комический эффект. В английском языке есть термин «atomic typo», который обозначает опечатки, в результате которой получается совсем другое по смыслу и значению слово от того, что изначально задумывалось, а программы для проверки правописания зачастую не способны обнаружить такого рода опечатки.

## История опечаток
На заре книгопечатания издатели зачастую оправдывали наличие опечаток (в особенности тех, что были допущены в религиозных текстах и придавали тексту скабрёзный смысл) происками демона Тутивилла. Изначально опечатки исправлялись вручную в каждом экземпляре отпечатанного текста.
По мере развития типографского дела по инициативе издателя Габриэля Пьерри стал применяться более простой метод внесения правок, заключающийся в перечислении опечаток в конце книги. Такой список примечаний иногда называется эррата (от лат. errata — «ошибки»).
Существует версия, что в некоторых случаях списки опечаток использовались для цензуры. Например, Святая инквизиция запрещала использовать слово fatum (с лат. — «рок»; мн. ч. fata), а потому автор мог использовать вместо него facta и указать в списке ошибок «читай facta как fata».
Практика размещения в конце книги списка опечаток, обычная для дореволюционной России и советского издательского дела, в настоящее время в России не распространена и встречается лишь в научных академических изданиях.

## Знаменитые опечатки
- Одной из наиболее известных является французская опечатка в объявлении о сдаче в аренду фермы, где вместо буквы r в слове ferme напечатана m. В результате текст объявления выглядел следующим образом: «Продаётся или сдаётся в аренду прекрасная женщина (фр. femme); при правильной обработке весьма плодотворна». Данная опечатка увековечена в качестве иллюстрации к соответствующей статье во французской энциклопедии «Larousse»[4].
- Листовка, посвящённая восшествию Наполеона II на престол, содержала фразу «Vive Napoleon!!!», в которой три восклицательных знака были приняты наборщиком за римские цифры. В результате были отпечатаны листовки, славящие Наполеона III, хотя речь шла о втором правящем Наполеоне[5].
- В одном из полемических трактатов, изданном во Франции в 1648 году, была допущена опечатка при цитировании фразы из Евангелия от Матфея: «И что ты смотришь на сучок в глазе брата твоего, а бревна в твоём глазе не чувствуешь?» Фраза приводилась на латыни, и в слове «oculus» (в глазе) «выпала» буква о, из-за чего текст приобрёл непристойный смысл, так как «culus» на латыни означает «зад»[6].